# Lotto Arena
Lotto Arena je víceúčelová aréna v belgických Antverpách, otevřená 10. března 2007. Postavena byla v rámci partnerství veřejného a soukromého sektoru mezi městem a společností Sportpaleis Group, která již předtím provozovala v sousedství stojící větší halu Sportpaleis. Národní loterie jako hlavní sponzor podepsala v roce 2007 původně desetiletou smlouvu na užívání názvu haly, ležící v antverpské čtvrti Merksem při hranici čtvrti Deurne.
Vedle sportovních události aréna slouží ke koncertní činnosti a společenským akcím. Kapacita pro sportovní soutěže činí 5 218 míst. Na koncerty může zavítat až 8 050 diváků. Hala se stala domovským stadionem basketbalového klubu Antwerp Giants. V roce 2016 se v ní uskutečnil první ročník mužského tenisového turnaje European Open na okruhu ATP Tour. Využita byla také pro zápasy belgického daviscupového týmu.